# Bankrobber
But he never hurt nobody

He just loved to live that way

And he loved to steal your money»
Ma non ha mai fatto del male a nessuno,

Solo, amava vivere così,

E gli piaceva rubare i vostri soldi»
(Bankrobber, The Clash)
Bankrobber è un singolo dei Clash. La canzone non fu mai pubblicata su uno dei loro album in studio, ma apparve per la prima volta sulla compilation Black Market Clash. Al momento della pubblicazione (inizialmente disponibile solo sul territorio britannico) il brano raggiunse la posizione n. 12 nella Official Singles Chart.

## Il brano
Il testo racconta della vita del padre del narratore, (il bankrobber del titolo, che "non ha mai fatto male a nessuno"), concentrandosi sul tema dell'alienazione di molti impieghi delle classi operaie.

## Registrazione
Ian Brown e Pete Garner (in seguito "The Stone Roses") erano presenti in studio durante la registrazione del singolo.

## Video
Il video presenta i membri della band durante la registrazione del brano, intervallati da scene dei loro roadie Baker e Johnny Green mentre fingevano di rapinare una banca del borgo Lewisham indossando bandane sul viso. Durante le riprese, Baker e Green furono fermati e interrogati dalla polizia, che pensavano fosse una rapina reale.

## Tracce
- Lato A

1. Bankrobber (Strummer/Jones/Dread)

- Lato B

1. Rockers Galore... UK Tour (Dread)

## Altre versioni

### Robber Dub
Robber Dub è la versione dub di Bankrobber. Precedentemente, doveva essere inclusa nel singolo, ma l'etichetta si rifiutò di pubblicarlo sul 12 pollici. Tuttavia, il brano può essere trovato su Super Black Market Clash (compilation del 1993) e su Black Market Clash (del 1980), mixata a Bankrobber (il brano è intitolato Bankrobber/Robber Dub e raggiunge la durata di 6:16).

### Rockers Galore... UK Tour
Rockers Galore... UK Tour è una rielaborazione di Bankrobber. Alla voce non c'è Strummer ma Mikey Dread. In questa versione, Dread parla del tour britannico dei Clash. Rockers Galore... UK Tour è stata ristampata in CD solo nel 2006, nel box set Singles Box.

## Utilizzo del brano
- Bankrobber è stata inclusa nella colonna sonora del film di Guy Ritchie RocknRolla (del 2008).
- Il brano è stato anche utilizzato nelle musiche dell'episodio Freddie, della terza stagione del programma televisivo Skins.

## Cover del brano
- La band hardcore norvegese So Much Hate ha registrato una cover del brano sulla compilation live It's Your Choice.
- Gli Audioweb hanno registrato una versione rock/reggae nel 1996. La cover raggiunse la posizione no. 19 nelle classifiche britanniche.
- I Chumbawamba hanno registrato una cover in versione folk per il loro album del 2005 A Singsong and a Scrap.
- Hawksley Workman ha registrato una versione del brano precedentemente disponibile solo su un CD gratuito distribuito dalla rivista britannica UNCUT nel 2003. Questo CD si intitolava White Riot Vol. 1 - A Tribute to The Clash.
- Gli OPM hanno registrato una cover per il loro album In the EP OPMDen.
- Una cover della canzone appare in un E.P. intitolato Live at Sweetwater degli Hot Tuna.
- Greg MacPherson ha realizzato una cover per il suo album Maintenance.
- Il gruppo psychobilly Frantic Flintstones ha pubblicato il brano nell'album Too Sweet To Die  (2001)
- I Kult hanno realizzato una cover della canzone nel 2008.

## Classifiche
| Classifica             | Posizione | Data           |
| ---------------------- | --------- | -------------- |
| Official Singles Chart | 12        | agosto 1980    |
| Irish Singles Chart    | 14        | settembre 1980 |

## Formazione
- Joe Strummer — voce, pianoforte
- Mick Jones — chitarra elettrica
- Paul Simonon — basso
- Topper Headon — batteria, percussioni
- Mikey Dread — effetti sonori

Crediti
- Mikey Dread — produttore